# 松冈洋右
松冈洋右（日语：／ Matsuoka Yōsuke，1880年3月4日—1946年6月27日），日本外交官、政治人物。处理过日本退出国际联盟，签定日德意三国联盟，日苏中立条约等太平洋战争爆发前日本外交的多次重要事件。日本投降後，在同盟國召開的東京軍事法庭审判中途病亡。

## 经历

### 少年时代
1880年（明治13年）3月4日，松冈洋右出生于山口县熊毛郡的室积村一個港口商人家庭，在四兄弟里排行老四，十一岁的时候父亲生意陷入低潮。1893年（明治26年），松冈和亲戚一起去了美国俄勒冈州波特兰求学。1900年（明治33年）毕业于俄勒冈大学法学系。1902年（明治35年），因为母亲身体状态不佳，结束了九年的海外生活返日。

### 外务省时代与南满铁路
1902年（明治35年），松冈回到日本，一心想进东京帝国大学继续求学，但是研究了帝国大学的授课内容后改变了志愿，转而报考了外交官考试。1904年（明治37年），他通过了外交官第一轮考试，進入了日本外务省。但是也有说法认为当时因为日俄战争的爆发，他为了躲避兵役所以才報考公务员。在外务省期间，松冈被派到了上海，随后到了关东都督府任职，在此期间他认识了满铁总裁后藤新平和三井物产的山本条太郎。曾经也一度被要求到比利时工作，但是松冈坚持自己想留在中国工作，曾说“大陆对于未来的日本相当重要”。在结束了中国派遣后，去了俄罗斯和美国担任了短期差务。1919年（大正8年），以报道系主任身份随同日本代表团参加了巴黎和会。在此期间他充分表现了自己的英语才能，回国后再次来到了中国任职。1921年（大正10年），四十一岁的松冈从外务省卸职，因为和山本条太郎的關係加入了满铁當理事。1927年（昭和2年），升为了副总裁，虽然也曾在抚顺也指挥过一个石炭液化工地。1930年（昭和5年），正式从满铁辞职。同年2月，当选为第十七回众议院议员总选举乡里山口二区（立憲政友會）的代表。在议会里，曾一度批判了当时外务大臣币原喜重郎的对英美妥协外加对中国内政不干涉的方针。

### 从日内瓦再到满铁
1931年（昭和6年），满洲事变爆發，日本關東軍攻進奉天。1932年（昭和7年），国际联盟派遣的李顿调查团在最后的调查报告里指责了日本在满洲的特权，外加多项对于日本不利的内容从而激起了日本国内的舆论。同年10月，被派遣到了日内瓦，外务省最初曾希望尽量避免作出退出国联的决定。1932年（昭和7年）12月8日，在回到了日本后发表了一段叫做“十字架上的日本”的演讲，在国内廣受欢迎。1933年（昭和8年）2月24日，国际联盟以压倒性的投票結果（42票賛成、1票反對）通过了李顿报告，松冈在会场内用日语说了一句“再见”（さよなら!）随即退场。2月25日，國內各報大致以『我代表堂堂退場』等正面報導，支持松岡。3月8日，日本政府正式作出了退出国际联盟的决定。因为在海外的强硬表现，回国后受到了隆重的欢迎。1933年（昭和8年）12月，正式退出立憲政友會。在此后的一年里，松冈开始在全国各地演讲，发表了不少亲法西斯言论。1935年（昭和10年）8月，再次回到了满铁任总裁。1938年（昭和13年）3月，和樋口季一郎协力救助了超过五千名犹太难民，被認為與河豚計畫有關。

### 成为外务大臣与对美外交

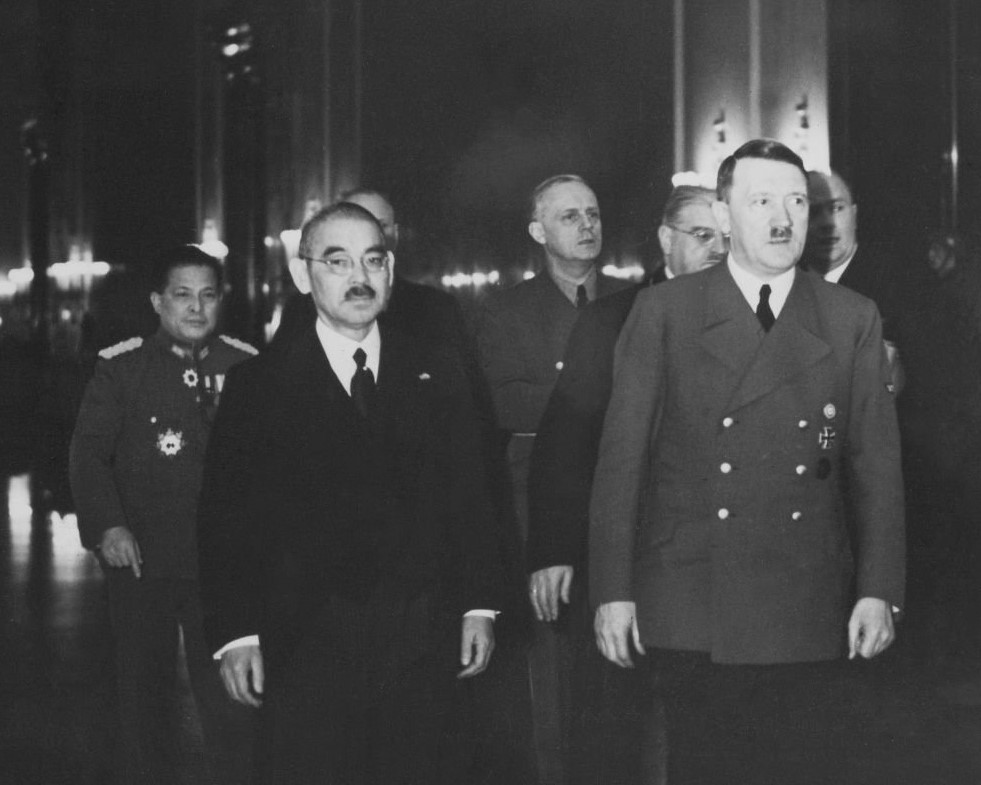
松岡於德國柏林和希特勒會面。（1941年3月）

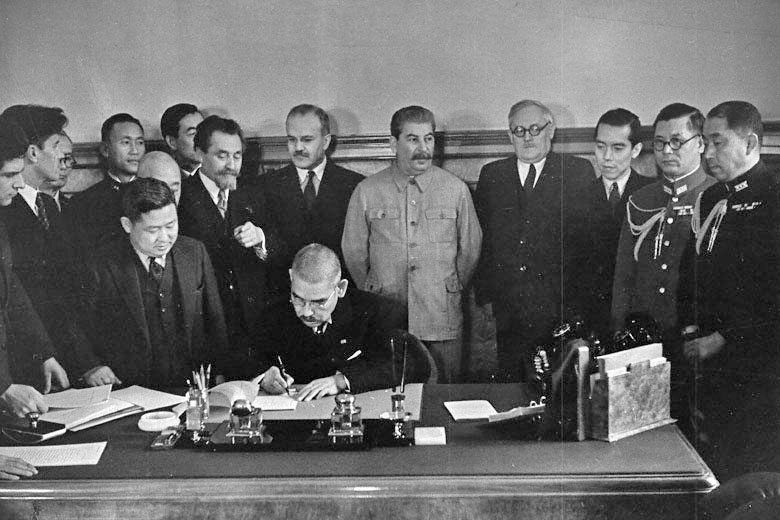
日苏中立条约

1940年（昭和15年）7月22日，第二次近卫内阁成立，1940年（昭和15年）9月27日，三国签定同盟条约。1941年（昭和16年）3月13日，为了庆祝同盟成立一周年，松冈访问了德国和意大利，归国途中在莫斯科签订了日苏中立条约，随即通过西伯利亚铁路回国，奠定了他外交事业的巅峰期。3月29日，他在柏林時和德國外交部長里賓特洛甫會面，里賓特洛甫向他建議進攻英國在東南亞殖民地，松岡回應相關計劃已正在進行，同時里賓特洛甫按希特勒要求沒有告訴松岡德國進攻蘇聯的計劃。为了保证日本的安全，他還曾想建立一个由日本，苏联，德国和意大利构成的同盟以平衡与英美为中心的势力。同时，駐美大使野村吉三郎和国务卿赫尔提出了日美谅解案，这个提案以日本陆军逐渐撤离中国大陆和放弃“日德意联盟”为条件换取美国对于满洲国的承认以及确保日本在南海资源的安全。1941年（昭和16年）4月22日，归国后的松冈对此提案的内容表示强烈反对。6月22日，因为苏德战争的爆发彻底断结了此前对“四国同盟”的构想。此后，松冈开始主张对苏宣战和对美强硬化等政策，当时以近卫文麿为首的内阁认为他已成为了日美谈判的障碍，連昭和天皇也希望松岡能辞職。首相近衛文麿希望松岡能自己辞職，但松岡拒絶。於是7月16日，近衛文麿第2次内閣總辞职，随后又马上重组新内阁，是為近衛文麿第3次内閣。第3次内閣進行了内閣改組，以預備役海軍大将豊田貞次郎出任外務大臣，取代松岡洋右，其他官員則和前次内閣時完全一様。

### 战后
1945年（昭和20年）8月15日，松冈在日本战败后被列入了甲级战犯名单，遭盟军最高司令部逮捕。因为结核病恶化只参加了一次东京军事法庭听证，在法官問其有罪或無罪時、松岡洋右用英语回答：「I plead not guilty on all and every account. 」宣言自己是無罪的。1946年（昭和21年）6月27日，在东京大学医院，因結核病逝世，终年六十六岁。
1978年，松岡洋右與其他甲級戰犯一起被供奉在靖國神社。
照日本宮內廳長官富田朝彥1988年4月28日筆錄昭和天皇本人對合祭甲級戰犯後不再參拜的解釋：「我曾聽說，有段時期一些人提出要合祭甲級戰犯，甚至包括松岡洋右和白鳥敏夫，好在筑波對此謹慎處理」，表示贊同1966年靖國神社宮司（即負責人）筑波藤磨從日本厚生省接過甲級戰犯的祭祀名錄後，並沒有把他們供奉合祭的做法。昭和天皇表示反對戰敗時期的宮內大臣松平慶民的長子松平永芳作靖國神社宮司時候在1978年10月把東條英機等14名甲級戰犯偷偷移入靖國神社合祭的做法：「松平的兒子怎麼想的，松平強烈希望和平，我覺得兒子太不懂父親的心了」，「所以，我在那以後就不去參拜了，那是我的真正想法」。

### 引用
1. ↑  日本外务省 (编). . 1972: 267－278.
2. ↑  David John Lu. . Lexington Books. 1 January 2002: 257. ISBN 978-0-7391-0458-3.
3. ↑  參見《日本經濟新聞》2006年7月19日文章《靖國神社合祭甲級戰犯　昭和天皇大感不快》